# FC Windsor Heysel
FC Windsor Heysel was een Belgische voetbalclub uit Laken. De club sloot in 1949 aan bij de KBVB met stamnummer 5169.
In 1960 nam de club ontslag uit de KBVB.

## Geschiedenis
De club werd in 1946 opgericht en sloot in 1949 aan bij de KBVB.
FC Windsor Heysel begon in Derde Provinciale en zou nooit hoger spelen, het succesrijkste seizoen was 1950-1951 toen men tweede eindigde in Derde Provinciale C. 
Daarna ging het bergaf met de club en eindigde men doorgaans in de onderste regionen.
Vanaf 1958 werd niet meer aan de competitie deelgenomen en in januari 1960 nam de club ontslag uit de KBVB. 